# Ectropothecium annamense
Ectropothecium annamense är en bladmossart som beskrevs av Thériot 1919. Ectropothecium annamense ingår i släktet Ectropothecium och familjen Hypnaceae. Inga underarter finns listade i Catalogue of Life.